# Разговоры с Винсентом
«Разговоры с Винсентом» (англ. Conversations with Vincent) — неоконченный документальный фильм режиссёра Тима Бёртона. Задуман Бёртоном во время производства фильма «Эдвард Руки-ножницы» (1990) как ряд интервью с известным актёром фильмов ужасов Винсентом Прайсом и людьми, знавшими его. Съёмка «Разговоров» велась параллельно со съёмкой «Эдварда». По причине смерти Винсента Прайса от рака и эмфиземы лёгких в октябре 1993 года фильм не был окончен и не вышел в прокат.

## Сюжет
Сюжета как такового нет. Фильм состоит из нескольких интервью Винсента Прайса, которых он дал Тиму Бёртону. Также в беседе принимали участие Джонни Депп и Лиза Мэри. Обсуждались различные темы: значения кино и, в частности, влияние фильмов ужасов на общество и культуру, как правильно играть в кино, о чём сожалеет Винсент Прайс и что он считает наиболее удачным в своей жизни.

## В ролях
- Винсент Прайс — в роли самого себя
- Тим Бёртон — в роли самого себя
- Сэмюэл Закари Аркофф — в роли самого себя
- Роджер Корман — в роли самого себя
- Лиза Мэри — в роли самой себя
- Джонни Депп — в роли самого себя